# 乐堂堡乡
乐堂堡乡是中国陕西省榆林市清涧县下辖的一个乡。2011年，乐堂堡乡撤销，辖境划入宽州镇。

## 行政区划
乐堂堡乡下辖以下行政区：
乐堂堡村、赵家沟村、柳沟村、主腰坪村、杨家畔村、高山河村、奥林寺村、榆山沟村、张家坪则村、麻则岔村、李家沟村、刘家河村、曹家沟村、师家沟村、杨家沟村、薛家坪村、寨则湾村、大陈家河村、上廿里铺村、坡家沟村、董家沟村、李家岔村、高家硷村、薛家渠村、李家石磕村、涧沟峪村、周家圪崂村、陈家圪驼村、陈家涧沟村